# Eikel (vrucht)

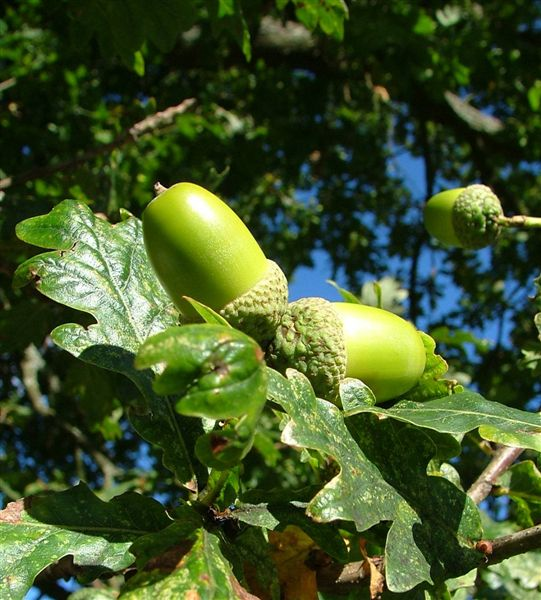
Eikels van de wintereik

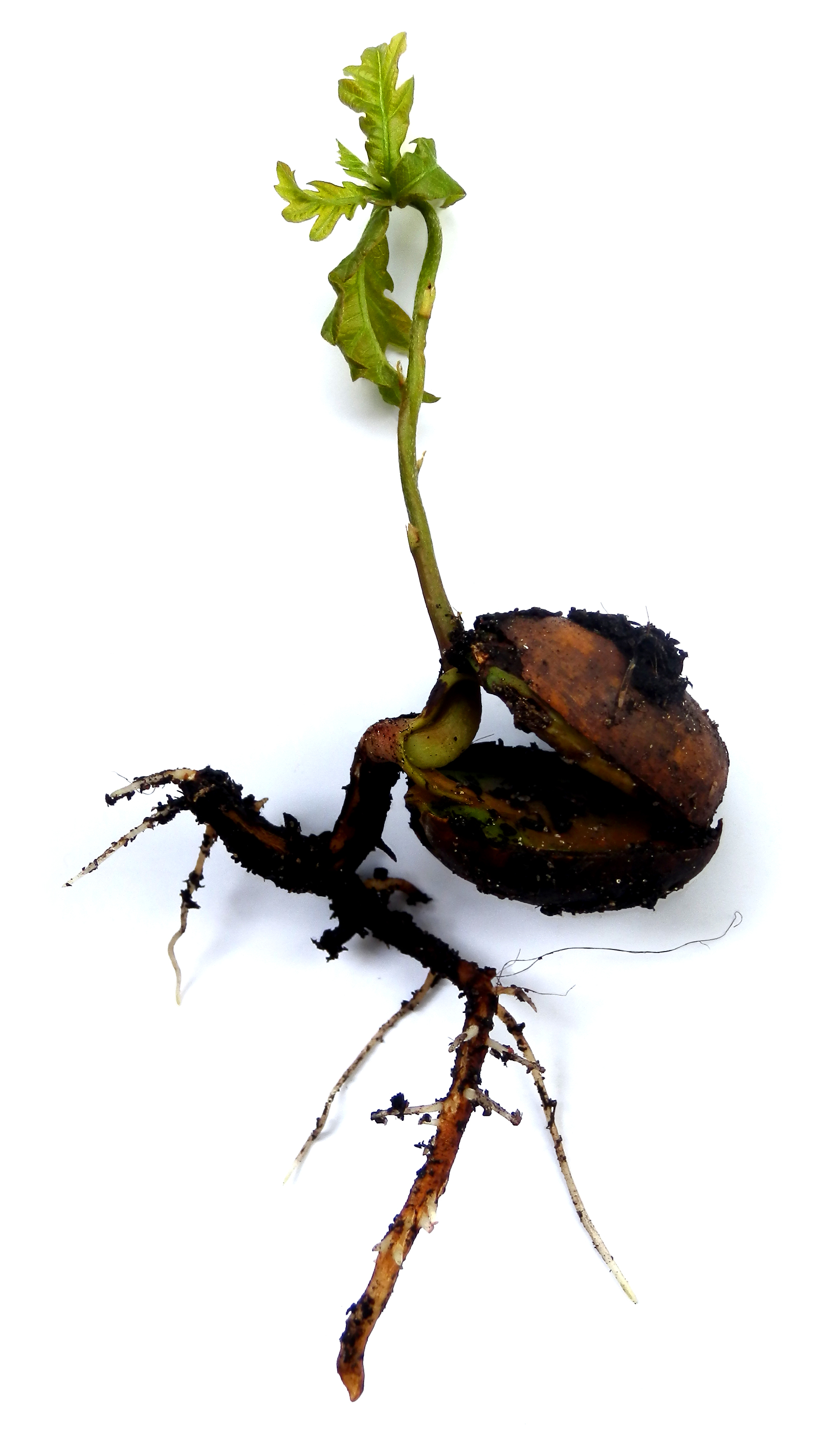
Een ontkiemde eikel van Quercus robur

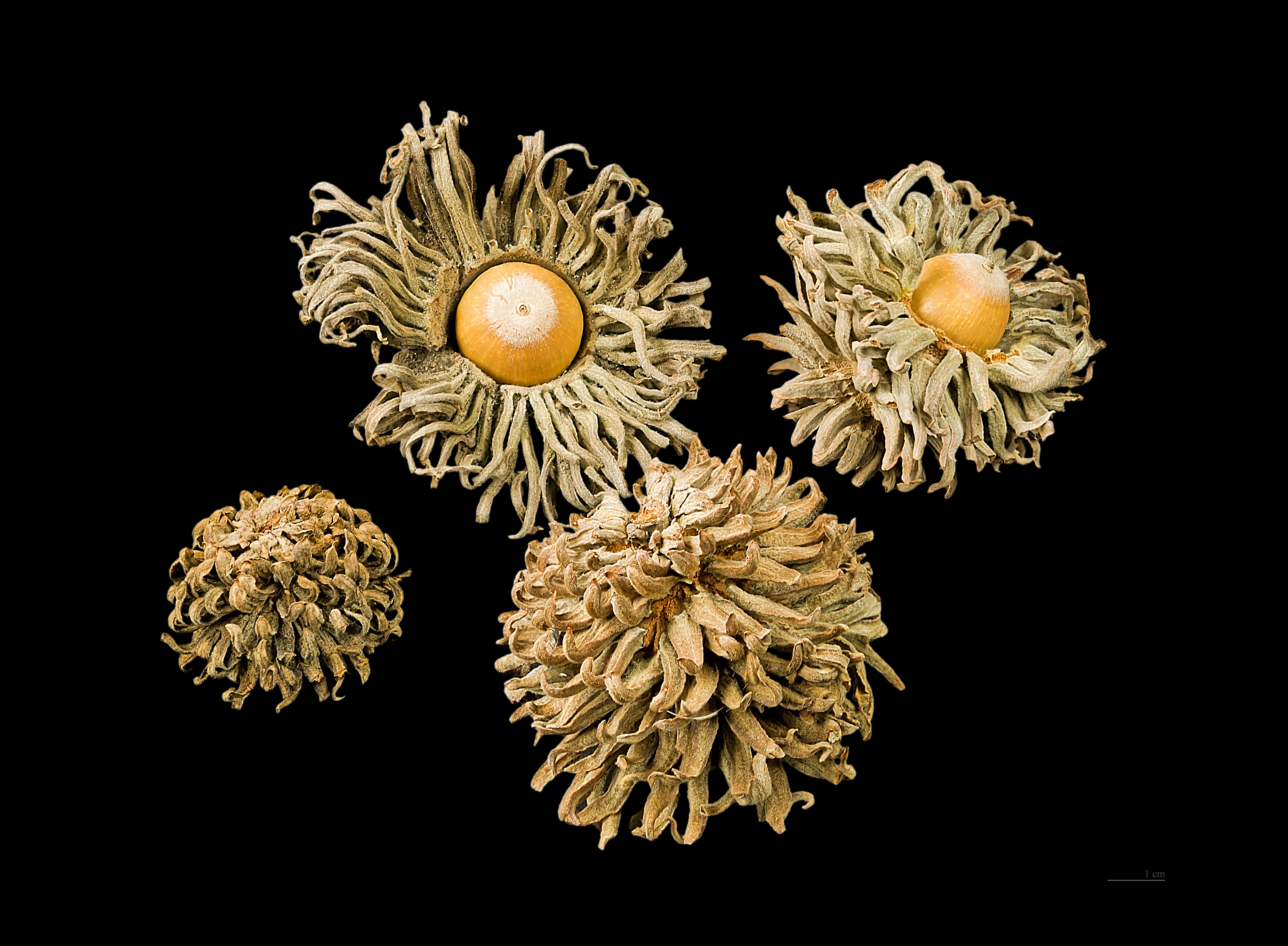
Quercus ithaburensis ssp. macrolepis

Een eikel of een aker is de vrucht van een eik. Het is een noot met één, soms twee zaden. De lengte van een eikel varieert tussen de 1 tot 6 cm en is  0,8 tot 4 cm breed. Meestal duurt het tussen de zes en de 24 maanden voordat een eikel kiemt.

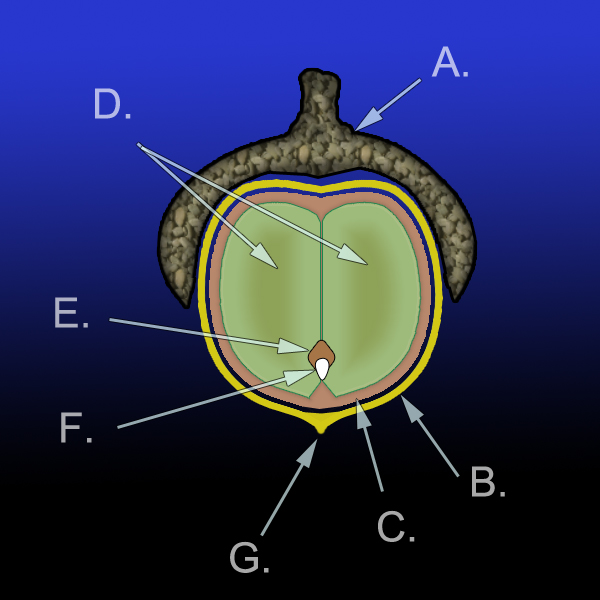
Diagram: A.) Napje B.) Pericarp (vruchtwand) C.) Zaadhuid D.) Kiemlobben (2) E.) Pluimpje F.) Worteltje G.) Overblijfsels van de stijl. D., E., en F. vormen het embryo.

Eikels zijn belangrijk voedsel voor dieren, zoals muizen, eekhoorns, wilde zwijnen, hertachtigen, sommige eenden en andere vogels en beren die in de buurt van eiken leven. Bij deze dieren bestaat soms 25% van de wintervoorraad uit eikels. Eikels werden vroeger gebruikt om varkens te voeren (mast).
Eikels kunnen echter ook giftig zijn voor dieren, bijvoorbeeld voor paarden.
Eikels zijn niet bewaarbaar, omdat ze niet meer dan één seizoen hun kiemkracht behouden.

## Vermeerdering
In de bosbouw worden eikels verzameld van geselecteerde eikenbomen voor de aanplant van eikenbomen langs straten, lanen en voor bossen. Volgens de EU-richtlijn van 22 december 1999 (1999/1-5/EEG) mag alleen bosbouwkundig teeltmateriaal in de handel gebracht worden dat een voldoende genetische kwaliteit heeft en gecertificeerd is volgens de EU-normen. Eikels kunnen voor dit doel afkomstig zijn van:
- zaadgaarden met getest uitgangsmateriaal
- zaadgaarden met gekeurd uitgangsmateriaal
- getest uitgangsmateriaal
- gekeurd uitgangsmateriaal
- geselecteerd uitgangsmateriaal
- uitgangsmateriaal van bekende origine.

Zo leveren 1800 eikenbomen langs de Rijksweg van Ede naar De Klomp eikels die vallen in de categorie van getest uitgangsmateriaal.

## Gerecht
In de Koreaanse keuken worden eikels gebruikt om er gelei van te maken; deze gelei wordt muk genoemd.